# Сотириу, Андреас
Андреас Сотириу (греч. Ανδρέας Σωτηρίου; 7 июня 1968, Никосия, Кипр) — кипрский футболист. Бывший нападающий сборной Кипра.

## Биография

### Клубная карьера
Профессиональную карьеру начал в конце 1980-х в составе клуба АПОЭЛ, за который выступал более 10 лет и провёл около 200 матчей в чемпионате Кипра. В составе клуба трижды стал чемпионом Кипра и четыре раза выиграл Кубок Кипра. В 1998 году Сотириу перешёл в «Анортосис», где отыграл два сезона и дважды выиграл с командой национальный чемпионат. Сезон 2000/01 начинал в «Дигенис Акритас», но по ходу сезона вернулся в АПОЭЛ, где провёл ещё 4 матча и летом 2001 года завершил карьеру.

### Карьера в сборной
Дебютировал за сборную Кипра 3 апреля 1991 года в матче отборочного турнира чемпионата Европы 1992 против сборной Венгрии, в котором вышел на замену на 81-й минуте вместо Павлоса Саввы. Для сборной Кипра та квалификация сложилась неудачно, команда заняла последнее место в группе, не набрав ни одного очка. Сотириу регулярно выступал за сборную вплоть до 1995 года и принял участие также в квалификации чемпионата мира 1994 и чемпионата Европы 1996. Последний матч за сборную провёл 5 февраля 1999 против сборной Финляндии на Кубок Кипрской футбольной ассоциации, получив вызов впервые за три года. Всего в составе национальной команды сыграл 39 матчей и забил 8 голов.

## Достижения
АПОЭЛ
- Чемпион Кипра (3): 1989/1990, 1991/1992, 1995/1996
- Обладатель Кубка Кипра (4): 1992/1993, 1994/1995, 1995/1996, 1996/1997

«Анортосис»
- Чемпион Кипра (2): 1998/1999, 1999/2000